# Austin Powers: The Spy Who Shagged Me
Austin Powers: The Spy Who Shagged Me is een Amerikaanse filmparodie uit 1999 onder regie van Jay Roach. De productie is het tweede deel uit een reeks satires op James Bond en werd in 1997 voorgegaan door Austin Powers: International Man of Mystery. Austin Powers 3: Goldmember volgde in 2002.
Austin Powers: The Spy Who Shagged Me werd genomineerd voor de Academy Award voor beste grime. Meer dan vijftien filmprijzen werden de productie daadwerkelijk toegekend, waaronder een American Comedy Award (voor komiek Mike Myers, die meerdere hoofdrollen speelt) en een Grammy Award voor Madonna's nummer Beautiful Stranger.

## Verhaal
Dr. Evil (Mike Myers) heeft een tijdmachine uitgevonden waarmee hij Austin Powers' (eveneens Myers) 'mojo' (zijn seksuele verlangen) steelt. Powers gaat met een tijdmachine terug naar de jaren 60 (Swinging Sixties) om zijn mojo terug te halen. Ondertussen ontmoet hij zijn nieuwe liefde Felicity Shagwell (Heather Graham).

## Rolverdeling
| Acteur           | Personage                              | Nederlandse stem       | Vlaamse stem         |
| ---------------- | -------------------------------------- | ---------------------- | -------------------- |
| Mike Myers       | Austin Powers / Dr. Evil / Fat Bastard | Jon Van Eerd           |                      |
| Heather Graham   | Felicity Shagwell                      | Elaine Hakkaart        | Aline Goffin         |
| Michael York     | Basil Exposition                       | Eddy Zoëy              | Jos Dom              |
| Robert Wagner    | Number Two                             | Peter Paul Muller      | Wim Opbrouck         |
| Rob Lowe         | Number Two, jaren 60-versie            | Huub Dikstaal          | Tom Van Dyck         |
| Seth Green       | Scott Evil                             | Frans van Deursen      | Tom Van Dyck         |
| Mindy Sterling   | Frau Farbissina                        | Katja Schuurman        | Roos Van Acker       |
| Verne Troyer     | Mini-Me                                | Verne Troyer           | Verne Troyer         |
| Elizabeth Hurley | Vanessa                                | Katja Schuurman        | Roos Van Acker       |
| Gia Carides      | Robin Swallows                         | Elise Fennis           | Roos Van Acker       |
| Oliver Muirhead  | Britse Colonel                         | Peter Paul Muller      | Wim Opbrouck         |
| Muse Watson      | KKK-lid                                | Muse Watson            | Muse Watson          |
| Will Ferrell     | Mustafa                                | Reindeer van der Naalt | Chris van den Durpel |
| Kristen Johnston | Ivana Humpalot                         | Katja Schuurman        | Roos Van Acker       |
| Tim Robbins      | President                              | Peter Paul Muller      | Wim Opbrouck         |
| Fred Willard     | Missiecommandant                       | Jan Nonhof             | Ian Thomas Hoelen    |

## Trivia
- Het lied Beautiful Stranger van Madonna is afkomstig van de soundtrack. In de begeleidende videoclip zijn Mike Myers en Michael York te zien.
- Burt Bacharach, Elvis Costello, Woody Harrelson, Willie Nelson, Rebecca Romijn en Jerry Springer verschijnen in de film als zichzelf.
- De titel van de film is een parodie op de James Bondtitel The Spy Who Loved Me.